# Willy den Turk
Wilhelmina den Turk, detta Willy (Rotterdam, 3 aprile 1908 – Rotterdam, 19 giugno 1937), è stata una nuotatrice olandese.

## Carriera
Fortemente specializzata nel dorso, vinse la prima medaglia d'oro nella storia dei campionati europei sui 100 m, a Bologna nel 1927.

## Palmarès
- Europei

Bologna 1927: oro nei 100 m dorso e argento nella 4 × 100 m stile libero.